# Civilization III: Play the World
A Civilization III: Play the World a 2002-ben megjelent első kiegészítője a Civilization III című játéknak, melyet a Firaxis fejlesztett és az Infogrames adott ki. Az alapjátékhoz képest új civilizációkat, többjátékos módot, új csodákat, új egységeket és új játékmódokat hozott, többek között a királygyilkosság és a "capture the flag" módokat.

## Játékmenet
A kiegészítő legnagyobb újítása a körökre osztás nélküli játékmód, amely eddig még sosem szerepelt a sorozatban. Ez valójában nem igazi valós idejű játék, hanem a körökre osztás és a valós idő egyfajta keveréke. Az elméletben nagyon jól hangzó játékmód a gyakorlatban nagyon sok problémát okozott a többjátékos módban, miután az egyes körök szinkronizálása a számítógépek között gyakran generált hibákat. A Firaxis a későbbiek során már nem is igyekezett a hibák kijavítására, és ezt a módot el is hagyta a későbbi játékaiból.
A kiegészítő helyet kapott az alapjáték Gold kiadásában, továbbá a soron következő "Conquests" kiegészítőben is benne volt.